# Atropatena
Atropatena (perzijsko اترپتکان) Atropatkan ali Atorpatkan, antično kraljestvo, katerega  so v 4. stoletju pr. n. št. ustanovili in mu vladali lokalni iranski dinasti, najprej perzijski Dareji, in kasneje Aleksander Makedonski.  Obsegalo je ozemlje sedanjega iranskega Azerbajdžana in iranskega Kurdistana  Prestolnica kraljestva je bil Ganzak. 

## Zgodovina
Po smrti Aleksandra Velikega leta 323 pr. n. št. je bilo njegovo ozemlje z Babilonsko delitvijo razdeljeno med diadohe. Nekdanja ahemenidska satrapija Medija je bila razdeljena na dva državi: večji južni del, imenovan Media Magna, je pripadla Pitonu, enemu od Aleksandrovih telesnih stražarjev, manjši severni del, ki je bil podsatrapija Matiene, pa je kot Media Atropatena pripadla Atropatu, nekdanjemu ahemenidskemu guvernerju Medije.   
Atropat je kmalu zatem prenehal plačevati davke Selevku I. Nikatorju in razglasil svojo neodvisnost. Njegovo kraljestvo je kasneje izgubilo prvi del imena in postalo preprosto Atropatena. Atropatova dinastija je vladala nekaj stoletij, najprej neodvisno, kasneje pa kot vazal Arsakidov. Arsakidi so kraljestvo imenovali Aturpatakan. Arsakidi so kasneje Atropateno priključili k svojemu cesarstvu in jo zatem izgubili v vojnah s Sasanidi, ki so jo ponovno preimenovali v Aturpatakan. Med letoma 639 in 643 so njeno ozemlje med vladanjem pravovernega kalifa Omarja osvojili Arabci. Atropatena je postala samostojna in strateško pomembna provinca zgodnjega islamskega kalifata. 
V arabskem obdobju se je njeno iransko ime Aturpatakan postopoma pretvorilo v Azerbajdžan.

## Seznam vladarjev
Seznam ni popoln in vsebuje samo imena znanih krajev. Letnice njihovega vladanja so v različnih virih zelo različne.
- Atropat (vladal 323 pr. n. št.-približno 300 pr. n. št.)
- Artabazan (vladal približno 270 pr. n. št.-221 ali 220 pr. n. št.), sodobnik selevkidskega grškega kralja Antioha III. Velikega, ki je trdil, da je  vnuk perzijskega kralja Dareja II.[4][5][6]
- Mitridat I. Atropatenski (vladal 67 pr. n. št.-66 pr. n. št.), zet armenskaga kralja Tigrana Velikega[7]
- Darej I. Atropatenski (vladal okoli 65 pr. n. št.[8]
- Ariobarzan I. (vladal 65 pr. n. št.–56 pr. n. št.)
- Artavazd I. (vladal 56 pr. n. št.–31 pr. n. št.), sin Ariobazana I.[9] in zet kralja Antioha I. Tea Komagenskega[10]
- Asinal (vladal od 30 pr. n. št.– 20. pr. n. št.)
- Ariobarzan II. (vladal 28 pr. n. št.–4 pr. n. št.)[11] in služil kot kralj Armenije od 2 pr. n. št.–4 n. št.[11]
- Artavazd II., ki je kot Artavazd III. leta 4-6 vladal v Armeniji[11]
- Artaban III. (vladal 6-10 n. št.), vnuk Artavazda I.[12]
- Vonon (vladal 11 (?)-51),  brat Artabana III.[12]
- Pakor (vladal 51-78), Vononov sin